# باغله علیا (چرداول)
باغله علیا، روستایی از توابع بخش شباب شهرستان چرداول در استان ایلام ایران است.
روستای باغله یکی از روستا های شهرستان چرداول و بخش شباب به مرکزیت شهر شباب هست که بر سر جاده مهم ایلام حمیل قرار گرفته .
این روستا دارای اثار باستانی و طبیعتی بسیار زیبا است که در نوع خود کم نظیر هستند.
وجود دیواره های سنگی از عهد ساسانی در کوه خرمه و چشمه های فروان و چم(سراب)سرابله که از این روستا میگذرد روستای باغله را همواره به یکی از مقصد های گردشگری شهرستان چرداول تبدیل کرده.
ریشه نام روستای باغله در اصل (پاقلعه)است ودلیل نام گذاری ان قلعه ای است به جای مانده از دوران های تاریخی کهن است که در رشته کوه اطراف رؤستا وجود دارد و به همین خاطر ان را پاقلعه میدانند. در چم روستای باغله جوی ابی وجود دارد که توسط کد خدا صالح شریفی از گریوتان تا نزدیکی شهر شباب کنونی کشیده شده وه مرز اراضی کشاورزی این روستا را تعیین میکند.

## جمعیت
این روستا در شمال سرابله قرار دارد و براساس سرشماری مرکز آمار ایران در سال ۱۳۸۵، جمعیت آن ۲۳۹ نفر (۴۵خانوار) بود